# Msza za miasto Arras
Msza za miasto Arras – powieść historyczna Andrzeja Szczypiorskiego z 1971 roku.

## Tło historyczne
W roku 1458 miasto Arras nawiedziła zaraza. W wyniku zarazy i towarzyszącej jej klęski głodu niemal piąta część obywateli straciła życie. W październiku roku 1461 z niewyjaśnionych przyczyn nastąpiło Vauderie d'Arras. Były to okrutne prześladowania Żydów i czarownic, procesy o urojone herezje, a także wybuch łupiestwa i zbrodni.

## Treść
Akcja powieści toczy się w mieście Arras, w drugiej połowie XV wieku. Historyczność tej powieści jest jednak w dużej części umowna, gdyż, niemal wszystkie postacie i wydarzenia w niej opisane są fikcyjne.
Narrator Jan, zaufany księcia biskupa Utrechtu, zdaje relacje obywatelom Brugii o swoich przeżyciach w Arras, gdzie doszedł do wielkiego znaczenia i był członkiem tamtejszej rady miasta.
Okazuje się, że w mieście doszło do oskarżenia Żyda o rzucenie złego uroku, w wyniku którego oskarżony popełnił samobójstwo. Stało się to początkiem całej serii rozmaitych oskarżeń i zbrodni. Miasto stało się widowiskiem krwawych procesów i egzekucji. Na czele miasta staje ojciec Albert, który fanatycznie pragnie obudzić „siłę wiary” i w imię swojej obłąkańczej wizji popycha miasto do coraz nowych zbrodni. Za jego sprawą do władzy w radzie miasta dochodzą „ludzie prości”, w rzeczywistości ignoranci, którzy na niczym się nie znając, czynią Alberta faktycznym przywódcą.
Narrator Jan początkowo próbuje się nie mieszać do niczego. Odmawia podjęcia się misji interwencji u biskupa, o co prosi go część mieszkańców. Dopiero gdy dowiaduje się, że sam ma zostać odwołany z rady i oskarżony o herezję, decyduje się na ucieczkę z miasta. Zostaje jednak schwytany i skazany. Przed wykonaniem wyroku ratuje go przyjazd biskupa, który pacyfikuje miasto i zatrzymuje falę terroru. Ojciec Albert umiera nie dokończywszy swojego dzieła, a członkowie rady zostają wygnani.
Biskup nie decyduje się jednak na surowe ukaranie sprawców rzezi. Poprzestaje tylko na anulowaniu wszystkich wyroków o herezje i błogosławi miastu.

## Interpretacja
Powieść Szczypiorskiego ujawnia mechanizmy każdego terroru, którego początkiem bywają niekiedy dobre intencje. Może to dotyczyć rewolucji, wojen religijnych, jak i waśni narodowościowych. Opowieść Jana, pełna retrospekcji, nasycona została dyskusjami filozoficznymi, jakie toczą ze sobą główni bohaterowie: ojciec Albert, biskup Dawid i narrator.